# 教育省 (タイ)
教育省（タイ語: กระทรวงศึกษาธิการ　タイ語略称: ศธ.、英語: Ministry of Education　英略称: MOE）は、タイ王国政府の省の一つ。1892年に設置。

## 概要
教育省は、国家の教育政策を担当している。全国民への教育の普及と教育機会の提供、さまざまな教育・研究組織への支援などを行っている。また研究、教育関係者、高等教育を希望する地方の学生、生涯教育機関などへの支援も行っている。内閣の閣僚である教育大臣が省の長となる。

## 歴史
ラーマ5世の御世の1892年4月1日、宗教、教育、医療と博物館を管理する道徳省（กระทรวงธรรมการ）として設置された。その後、道徳省と教育省の二つの名称の間で何度か変更された。1941年以降、省名称を教育省に、省庁舎の所在地をジャンガセーム宮殿と定めて現在に至る。

## 所在地
バンコク ドゥシット区 ラーチャダムヌーンノーク通り ヂャンガセーム宮殿  319 （ 319 วังจันทรเกษม ถนนราชดำเนินนอก เขตดุสิต กทม. 10300）

## 部局

### 事務
- 大臣官房
- 次官事務局

### 内部部局
- 国家教育審議会事務局 （สำนักงานเลขาธิการสภาการศึกษา）
- 基礎教育委員会事務局 （สำนักงานคณะกรรมการการศึกษาขั้นพื้นฐาน）
- 職業教育委員会事務局 （สำนักงานคณะกรรมการการอาชีวศึกษา）
- 高等教育委員会事務局 （สำนักงานคณะกรรมการการอุดมศึกษา）

### 省関連の公共機関
- 科学技術教育振興協会（สถาบันส่งเสริมการสอนวิทยาศาสตร์และเทคโนโลยี）
- 教員会議事務所（สำนักงานเลขาธิการคุรุสภา）
- 教員および教育関係者福利厚生振興委員会事務所（สำนักงานคณะกรรมการส่งเสริมสวัสดิการและสวัสดิภาพครูและบุคลากรทางการศึกษา）
- マヒドン・ウィタヤーヌソン校（โรงเรียนมหิดลวิทยานุสรณ์）-理学系ギフテッドの教育校（中等教育）
- 国際通商開発協会（สถาบันระหว่างประเทศเพื่อการค้าและการพัฒนา）
- 国家教育試験協会（สถาบันทดสอบทางการศึกษาแห่งชาติ）

## 関連事項
- 内閣 (タイ)